# RSO Records
RSO Records war ein britisch/amerikanisches unabhängiges Schallplattenlabel, das 1973 von Robert Stigwood gegründet wurde und Teil der Robert Stigwood Organisation (RSO) (auch: Robert Stigwood Organization) war. Es zählt zu den erfolgreichsten unabhängigen Labels.

## Vorgeschichte
Bereits 1966 gründete Robert Stigwood sein erstes Schallplattenlabel in London. Gemeinsam mit der britischen Polydor wurden auf Reaction Records die ersten beiden Alben von Cream veröffentlicht. Auch The Who brachten auf dem Label drei Singles und ihr Album A Quick One heraus. Im Rahmen einer geplanten Fusion der Robert Stigwood Organisation mit Brian Epsteins NEMS Enterprises, wurde das Label jedoch wieder eingestellt und Stigwoods Schallplattenproduktionen mit Cream, Blind Faith oder den Bee Gees direkt über Polydor vertrieben. In den USA war dafür das
Atlantic-Sublabel Atco verantwortlich.

## Geschichte
RSO Records bezog am 1. Januar 1973 seine Geschäftsräume in der Londoner Brook Street Nummer 46. Als Präsident konnte Robert Stigwood den 27-jährigen David English gewinnen, der zuvor bei Decca Records als A&R-Manager gearbeitet hatte. Im August 1974 wurde er von Chris Youle abgelöst.
In den USA übernahm Bill Oakes die Führung des Labels. Als Vertriebspartner war RSO Records in Europa eine Zusammenarbeit mit dem britischen Ableger der Polydor eingegangen, die auch schon Stigwoods früheres Label Reaction Records in Europa vermarktet hatte. So wurden RSO-Schallplatten in Deutschland von der DGG gefertigt und über Polydor in den Handel gebracht. In Nordamerika dagegen wurde das RSO-Repertoire bis 1975 von Atlantic Records vertrieben. 1976 wurde Robert Stigwood sich mit PolyGram als neuem weltweiten Vertriebspartner einig. Gleichzeitig beteiligte sich PolyGram zu 50 Prozent an RSO Records. Freddie Gershon wurde zum Präsidenten von The Stigwood Group of Companies ernannt, die nun weltweit mit Büros in London, Amsterdam, Sydney, Los Angeles und New York agierte, und übernahm die Verantwortung für RSO Records und RSO Films. Al Coury, der zuvor für Capitol Records tätig war, wurde Präsident Bill Oakes zur Seite gestellt.
Im Dezember 1977 veröffentlichte RSO Saturday Night Fever: The Original Movie Sound Track, den Soundtrack zum Spielfilm Saturday Night Fever. In den USA wurden alleine zwischen Weihnachten und Neujahr 750.000 Einheiten des Albums verkauft. Der Soundtrack erreichte weltweit die Charts und belegte praktisch überall die Spitzenposition. Die aus dem Album ausgekoppelten Singles der RSO-Künstler Bee Gees und Yvonne Elliman verkauften sich ebenfalls exzellent. Der immense Erfolg des Soundtracks machte das unabhängige Label zum erfolgreichsten des Jahres, nicht nur in den USA. In Deutschland belegte das Album von Mai bis Juli 1978 zehn Wochen lang die Spitzenposition und verkaufte sich insgesamt 2,4 Millionen Mal. Solche Verkaufszahlen waren neu für ein unabhängig geführtes Plattenlabel, einen Status, den RSO auch beibehielt, als 1978 die PPI und die DGG ihre operativen Geschäfte zusammenlegten und RSO Records in den PolyGram-Konzern integriert wurde.
Auch 1979 war für das Label weiterhin sehr erfolgreich. Man hatte sich mit dem Soul-Label Curtom, das 1968 von Curtis Mayfield und Manager Eddie Thomas gegründet wurde, auf einen Vertriebsvertrag geeinigt. Außerdem kamen zwei neue Veröffentlichungen der Bee Gees auf den Markt, Eric Claptons Album Backless lief sehr gut und Bombs Away Dream Babies von John Stewart wurde ein Top-10-Album in den USA. Außerdem hatte man Suzi Quatro und Smokie zu RSO geholt. Auf der anderen Seite stand der desaströse Flop des Films und Soundtracks Sgt. Pepper’s Lonely Hearts Club Band, der das Label mehrere Millionen US-Dollar kostete. Darüber hinaus liefen die Verträge mit Eric Clapton und den Bee Gees aus – die Umsatzbringer des Labels.
Im Oktober 1980 verklagten die Bee Gees Robert Stigwood, RSO Records und PolyGram auf umgerechnet über €200.000 Schadensersatz für zu wenig oder entgangene Einnahmen vor allem aus den Plattenverkäufen. Im Februar 1981 entließ RSO Records etwa 80 Prozent seiner Mitarbeiter. Im selben Monat wurde der Streit der Bee Gees mit RSO außergerichtlich beigelegt. Neben finanziellen Zugeständnissen für die vertraglich noch ausstehenden Alben, wurde daraus vor allem deutlich, dass die Bee Gees eine über diese Alben hinausgehende Zusammenarbeit mit RSO ablehnten. Der Management-Vertrag wurde ebenso beendet wie der Vertrag mit dem RSO Musikverlag.
Noch im selben Jahr übernahm PolyGram RSO zu 100 Prozent und übertrug der Polydor das Repertoire. 1982 und 1983 erschienen schließlich noch zwei Zusammenstellungen von Eric Clapton und Cream, sowie der Soundtrack zur Star-Wars-Episode Die Rückkehr der Jedi-Ritter. Das letzte Album, das 1983 auf RSO erschien, war der Soundtrack der Bee Gees zum Kinofilm Staying Alive.
Zum Jahresende 1983 wurde RSO Records schließlich aufgelöst und das Repertoire von Polydor übernommen.

## Verkaufszahlen
Die folgende Liste soll veranschaulichen, wie viele physische Tonträger von den von RSO in nur vier Jahren veröffentlichten Musikalben in den USA bis heute abgesetzt wurden.
(Die Zahlen ganz rechts zeigen, falls zu ermitteln gewesen, die weltweiten Verkäufe an.) Diese Zahlen sind mit Vorsicht zu genießen, stellen sie doch nur die Zahlen dar, die von der Plattenfirma, bzw. den jeweiligen Vertrieben gemeldet wurden. Diese können aber von den tatsächlichen Mengen abweichen. Es war nicht unüblich, dass Plattenfirmen eher niedrigere Zahlen angaben, z.B. um Tantiemenzahlungen niedrig zu halten. Darüber hinaus muss man bedenken, dass bei Doppel-LPs pro Einheit immer zwei Tonträger gezählt werden.
- Soundtrack 2LP Grease (1978) 16,5 Mio. (US) / 38,1 Mio.
- Soundtrack 2LP Saturday Night Fever (1977) 16,2 Mio. (US) / 34,8 Mio.
- Bee Gees – Spirits Having Flown (1979) 5,5 Mio. (US) / 11,7 Mio.
- Bee Gees – 2LP Here At Last ... Live (1977) 3,2 Mio. (US)
- Eric Clapton – Slowhand (1977) 3,0 Mio. (US)
- Bee Gees – Children of the World 1,9 Mio. (US) / 2,8 Mio.
- Bee Gees – Main Course (1975) 1,7 Mio. (US) / 2,8 Mio.
- Eric Clapton – Backless (1978) 1,0 Mio. (US)
- Andy Gibb – Flowing Rivers (1977) 1,0 Mio. (US)
- Andy Gibb – Shadow Dancing (1978) 1,0 Mio. (US)

## Künstler
1973 startete RSO Records mit der Handvoll Künstlern, die bei Robert Stigwoods Management-Firma unter Vertrag standen. Das waren neben den Bee Gees sämtliche Mitglieder der Band Cream, sowie das komplette Repertoire, das die Musiker vor 1973 veröffentlicht hatten und das im Laufe der Jahre auf RSO wiederveröffentlicht wurde, inklusive das Album von Blind Faith oder Ginger Baker’s Air Force.
Mit Yvonne Elliman holte Bill Oakes 1975 seine Ehefrau zu RSO Records. Elliman hatte Anfang der 1970er-Jahre bereits zwei Alben eingespielt und arbeitete als Sängerin in der Band von Eric Clapton. Elliman landete 1976 mit der Bee-Gees-Komposition Love Me einen Hit.
Der Blues-Gitarrist und -Sänger Freddie King konnte durch RSO erstmals seine Alben einem weltweiten Publikum zugänglich machen. 1976 verstarb er plötzlich mit nur 42 Jahren. Sein drittes RSO-Album erschien postum.
Jack Bruce veröffentlichte auf RSO zwei viel beachtete Jazz/Rock-Soloalben, während er mit der von David English betreuten
Formation West, Bruce & Laing zwei Studioalben und ein Livealbum herausbrachte, die nur in Europa auf RSO erschienen.
Nur in Amerika auf RSO dagegen erschienen Smokie und Suzi Quatro, die in Europa auf dem britischen Label RAK veröffentlichten
und durch RSO Zugang zum amerikanischen Markt erlangten.
Das ehemalige Kingston-Trio-Mitglied John Stewart brachte auf RSO drei Alben heraus und landete 1979 mit seiner Single Gold einen Nummer-5-Hit in den USA.
Im Schlepptau der Bee Gees bekam der jüngste der Brüder Gibb, Andy, 1977 einen Vertrag bei RSO. Die von Barry Gibb produzierten Alben und Singles rangierten nur knapp hinter denen seiner Brüder in den US-Charts. Die Bee Gees allerdings, bildeten gemeinsam mit Eric Clapton das kommerzielle Rückgrat des Labels.